# اکومانالا دو میگول هیدالگو
اکومانالا دو میگول هیدالگو (به اسپانیایی: Acuamanala de Miguel Hidalgo) در مکزیک است که در تلاسکالا واقع شده‌است.